# حسین قناعت
حسین قناعت (زادهٔ ۱۳۴۴) کارگردان، نویسنده اهل ایران است.

## زندگی
حسین قناعت در سال ۱۳۴۴ در آمل زاده شد. وی فعالیت سینمایی را سال ۱۳۷۲ به عنوان دستیار کارگردانی با فیلم «تیک تاک» به کارگردانی محمدعلی طالبی آغاز کرد.

## آثار
فیلم سینمایی
- ۱۳۸۲ - من و نگین دات کام
- ۱۳۸۳ - ماجراهای اینترنتی
- ۱۳۸۸ - زخم شانه حوا
- ۱۳۹۳ - دزد و پری
- ۱۳۹۳ - درنا دختر آهو
- ۱۳۹۵- قهرمانان کوچک
- ۱۳۹۶ - لازانیا[۱][۲]
- ۱۳۹۷ - تپلی و من[۳]
- ۱۳۹۸ - سلفی با رستم
- ۱۳۹۸ - پیشی میشی
- ۱۳۹۹ - والدین امانتی[۴]
- 1401- دختر برقی

مجموعهٔ تلویزیونی
- ۱۳۸۰ - «مسافری از اعماق» (ده قسمتی، کودک و نوجوان، شبکه دوم سیما)؛
- ۱۳۸۴–۱۳۸۵ - «کاراگاه لطفی» (۲۷ قسمتی، پلیسی کودک و نوجوان، شبکه دوم سیما)؛
- ۱۳۸۹ - «امروز و فردا» (۶۰ قسمتی، کودک و نوجوان، شبکه دوم سیما)
- ۱۳۹۷ - «شش قهرمان و نصفی» (۱۵ قسمتی، کودک و نوجوان، شبکه ۵ سیما)[۵]
- شبکهٔ نمایش خانگی

فیلم تلویزیونی
- ۱۳۸۳ - قلب تقسیم شده (فیلم)
- ۱۳۸۷ - معلم کوچولو
- ۱۳۸۷ - روز اردو
- ۱۳۸۸ - پای دوستی
- ۱۳۸۹ - اَلَم شنگه
- ۱۳۸۹ - عصیان
- ۱۳۹۱ - لبخند در مراسم ترحیم
- ۱۳۹۱ - روشنک (فیلم)[۶]
- ۱۳۹۲ - نیمه تاریک ماه
- ۱۳۹۳ - سال تحویل

فیلم‌های کوتاه:
- دل واره (۱۳۷۸، برنده خرس نقره‌ای از جشنواره‌ای در کشور اتریش)
- خاک پوک (۱۳۸۰)
- نان (۱۳۸۱)
- هدف (۱۳۸۴)
- بوی پیراهن پدر (۱۳۸۴)
- بوق (۱۳۸۴)
- سفر (۱۳۸۴، برنده جایزه از جشنواره پلیس)
- وفا (۱۳۸۶)
- سریال نمایش خانگی
- دیو و ماه پیشونی 1399-1400
- (15 قسمتی- کودک و نوجوان.فیلیمو،فیلم نت،)
- دیو و ماه پیشونی۲(۱۴٠۳)

## منشی صحنه و دستیار کارگردان و برنامه‌ریز

### سینمایی
- تیک تاک (۱۳۷۱، محمدعلی طالبی)
- روز واقعه (۱۳۷۳، شهرام اسدی)
- حریف دل (۱۳۷۵، رضا گنجی) نویسنده
- آن سوی آینه (۱۳۷۶، محمدرضا اعلامی)
- سفر سرخ (۱۳۷۹، حمید فرخ‌نژاد) دستیار
- سفر به فردا (۱۳۸۰، محمدحسین حقیقی)
- آوازهای سرزمین مادری‌ام (۱۳۸۱، بهمن قبادی)
- مزرعه پدری (۱۳۸۳، رسول ملاقلی‌پور)
- رمز (محمدعلی سجادی)

### تلویزیونی
- نبردی دیگر (۱۳۷۳–۱۳۷۴، عبدالله باکیده)
- تنهاترین سردار (۱۳۷۵، مهدی فخیم‌زاده)
- کیف انگلیسی (۱۳۷۸، ضیاءالدین دری)
- ولایت عشق (۱۳۷۹، مهدی فخیم‌زاده)

## جایزه‌ها و افتخارات
من و نگین دات کام:
- گواهی افتخار برای چهار بازیگر کودک فیلم، آرش مفیدیان، نگین حبیبی، بهراد منصوریان و نگار مدنی و یک دیپلم افتخار دیگر برای نگین حبیبی.
- پروانه زرین بهترین فیلم (از مسابقه سینمای ایران).
- جایزه نقدی بنیاد سینمایی فارابی برای حمایت از ساخت فیلم بعدی (از مسابقه سینمای ایران)
- تندیس آبی بهترین فیلمنامه (از مجمع سینمای کودک).
- تندیس آبی بهترین فیلم (از مجمع سینمای کودک).
- پروانه زرین بهترین فیلم (از داوران کودک).
- جایزه نقدی بنیاد سینمایی فارابی برای حمایت از ساخت فیلم بعدی (از داوران کودک)
- جایزه بهترین فیلم (از حوزه هنری در بخش جنبی)

ماجراهای اینترنتی:
- جایزه بهترین فیلمنامه از مسابقه سینمای ایران.
- جایزهٔ ویژه از مجمع سینمای کودک.
- جایزه بهترین فیلم از نظر تماشاگران.
- دیپلم افتخار برای مهرو قلی‌زاده بازیگر کودک فیلم.
- کسب جایزه از جشنواره فیلم قاهره در سال ۱۳۸۵
- گرفتن جایزه سوم بهترین طرح فیلمنامه بلند در سال ۱۳۸۴ از بخش "قلم طلایی " جشنواره فیلم دفاع مقدس برای فیلمنامه "زخم شانه حوا"
- عضویت در هیئت انتخاب بیست و یکمین جشنواره بین‌المللی فیلمهای کودکان و نوجوانان که در سال ۱۳۸۶ در همدان برگزار گردید.

دزد و پری:
- پروانهٔ زرّین بهترین فیلم از نظر تماشاگران.
- دیپلم افتخار بهترین بازیگر کودک «یاس نوروزی» بازیگر نقش پری.
- جایزه بهترین فیلم از اداره بهزیستی اصفهان در بخش جنبی.

#### نان
برنده پروانه زرین بهترین کارگردانی و دیپلم افتخار بهترین بازیگران کودک برای نگین حبیبی و آرش مفیدیان از هفدهمین جشنواره بین‌المللی فیلمهای کودکان و نوجوانان اصفهان (۱۳۸۱)